# 星际战士
《星际战士》是Hudson Soft开发并发行的清版射击游戏，1986年在红白机和MSX平台推出。游戏后来移植到多个平台，并发展出诸多续作。

## 遊戲簡介
- 本遊戲共16關，玩家需擊倒遇到的敵人前進。各關終點都會出現Boss，需將Boss打敗才能挺進下一關，每4關會出現一次大Boss。
- 最初狀態僅可向前射擊2發，可透過取得S物體強化子彈，最強狀態可以朝5個方向射擊。
- 第1、5、9、12關有跳關區域，可分別跳關至第4、8、12、15關。
- 如果無法在一定時間內打倒Boss，則會退回到當關的中間須重新闖關。

## 後續系列
- 超級星際戰士[2]（スーパースターソルジャー）

1990年7月6日 PC-Engine
- 巡弋戰士[2]（ファイナルソルジャー）

1991年7月5日 PC-Engine
- PC大冒險[2]（スターパロジャー）

1992年4月24日 PC-Engine SUPER CD-ROM2
- 超級終結戰士[2]（ソルジャーブレイド）

1992年7月10日 PC-Engine
- 銀河戰士[3]（スターソルジャー バニシングアース）

1998年7月10日 NINTENDO64）
- 星際戰士R（スターソルジャーR）

2008年3月25日 Wii

## 註腳
1. ↑  . Hudson. Hudson.   [31 October 2014]. （原始内容存档于6 February 1997）.
2. 1 2 3 4  和盛（HUDSON-ERA）代理HUDSON遊戲期間之正式中文命名
3. ↑  《疾風快報》1998/7/9 NO.22 近期發售軟體特選